# بطولة تونس لألعاب القوى 1958
بطولة تونس لألعاب القوى 1958 هو الدورة 3 من بطولة تونس لألعاب القوى.

فاز بهذا الموسم نادي سكك الحديد الرياضي.

## روابط خارجية
- الموقع الرسمي للجامعة التونسية لألعاب القوى.